# Тріо медового місяця
Тріо медового місяця (англ. Honeymoon Trio) — американська короткометражна кінокомедія Роско Арбакла 1931 року.

## У ролях
- Волтер Кетлетт — «Неприємність»
- Аль Ст. Джон — молодий чоловік
- Дороті Ґрейнджер — його дружина
- Денніс О'Кіфі — весільний гість